# 2020年愛琴海地震
2020爱琴海地震是2020年10月30日發生於希腊萨摩斯岛东北约14公里的一場7.0級地震。受地震影響，卡洛瓦西的圣母玛利亚教堂部分倒塌，土耳其伊兹密尔数十座建筑物或受损，或完全倒塌。在希腊，地震造成2人死亡，19人受伤。在土耳其，地震造成115人死亡，另有1,034人受伤。主地震发生后還引發小規模海嘯以及1,621次余震，余震最高震级5.1级。